# Ribeirão do Divino Espírito Santo
O ribeirão do Divino Espírito Santo é um curso de água do estado de Minas Gerais. É um afluente da margem direita do rio Paraibuna e, portanto, um subafluente do rio Paraíba do Sul. Apresenta 17 km de extensão e drena uma área de 93,6 km².
Suas nascentes localizam-se na serra da Mantiqueira, no município de Belmiro Braga, a uma altitude de aproximadamente 900 metros. Após atravessar a zona urbana de Belmiro Braga, tem sua foz no rio Paraibuna próximo à localidade de Sobraji.